# Mycterus articulatus
Mycterus articulatus là một loài bọ cánh cứng trong họ Mycteridae. Loài này được Reitter miêu tả khoa học năm 1911.